# Idiosoma montanum
Idiosoma montana is een spinnensoort in de taxonomische indeling van de valdeurspinnen (Idiopidae).
Het dier behoort tot het geslacht Idiosoma. De wetenschappelijke naam van de soort werd voor het eerst geldig gepubliceerd in 1985 door Faulder.